# Arewadaszt
Arewadaszt – wieś w Armenii, w prowincji Armawir. W 2011 roku liczyła 283 mieszkańców.